# Дубоколиха (Палехский район)
Дубоколиха — деревня в Палехском районе Ивановской области.

## География
Располагается в 25 км к северо-востоку от Палеха и в 2,5 километрах от села Сакулино.
В начале XX века возле деревни протекала река, по карте она имеет название Скивеска, однако жители данной деревни называли речку Дубрава. К середине 20го века река обмелела и превратилась в серию прудов. В 6 километрах от деревни в сторону деревни Левино находится озеро, которое получило название Левинское.
Из деревни существовала дорога в село Мелешино, дорога проходила через Земский лес.

## История
В своё время деревня была достаточно большой и насчитывала более 35 домов и вполне могла бы стать селом.
Возле деревни располагался телятник Сакулинского совхоза, достаточно большой, вместимость более 100 голов скотины, но в 1990-х телятник закрыли и частично разобрали. Также около деревни были складские здания для хранения зерна, которые тоже были списаны и разобраны.

## Население
| 1859 | 1905 | 2010 |
| ---- | ---- | ---- |
| 202  | ↘189 | ↘15  |

## Транспорт
Доехать до деревни можно на автомобиле, к деревне подходит асфальтовая дорога, если же ехать транспортом, то существовало 2 способа проезда к деревне:
- доехать до деревни Паново на автобусе, а затем пересесть на автобус, следующий Палех — Шоготово и доехать до остановки Сакулино, а затем пешком.
- доехать до остановки Сваруха (после Мелёшино) и через лес идти пешком 4 км.

## Инфраструктура
Снабжение продуктами питания осуществляется через Автолавку.
— На 2000-й год в деревне было четыре телефонные линии.

— В конце 80х, начале 90х годов XX века, вдоль всей деревни прокладывали полипропиленовые трубы с целью водоснабжения всей деревни, выкопали колодцы, смонтировали колонки. Но проект был заморожен и система пришла в негодность.